# 瑞龍寺 (近江八幡市)

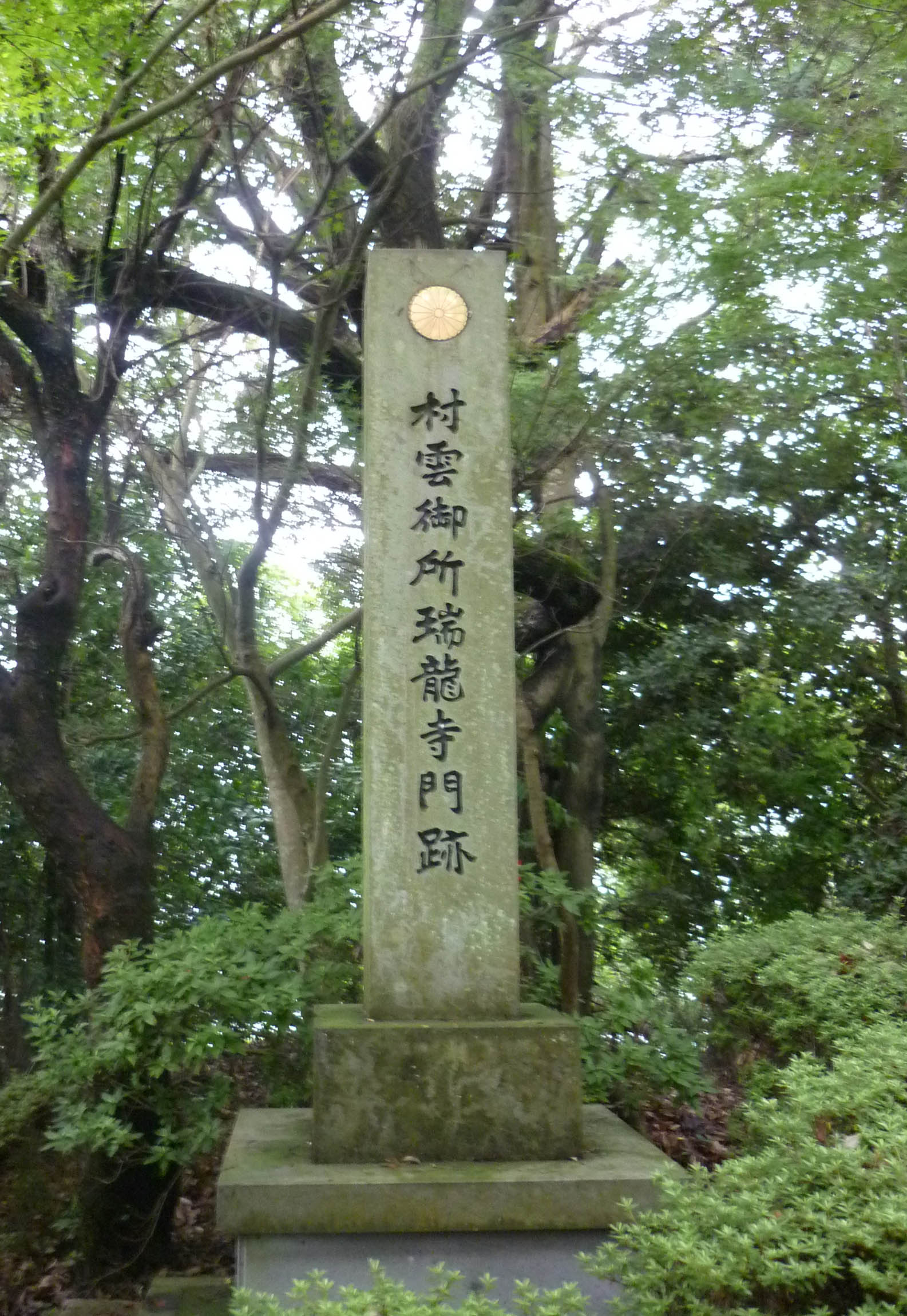
瑞龍寺門跡の石標

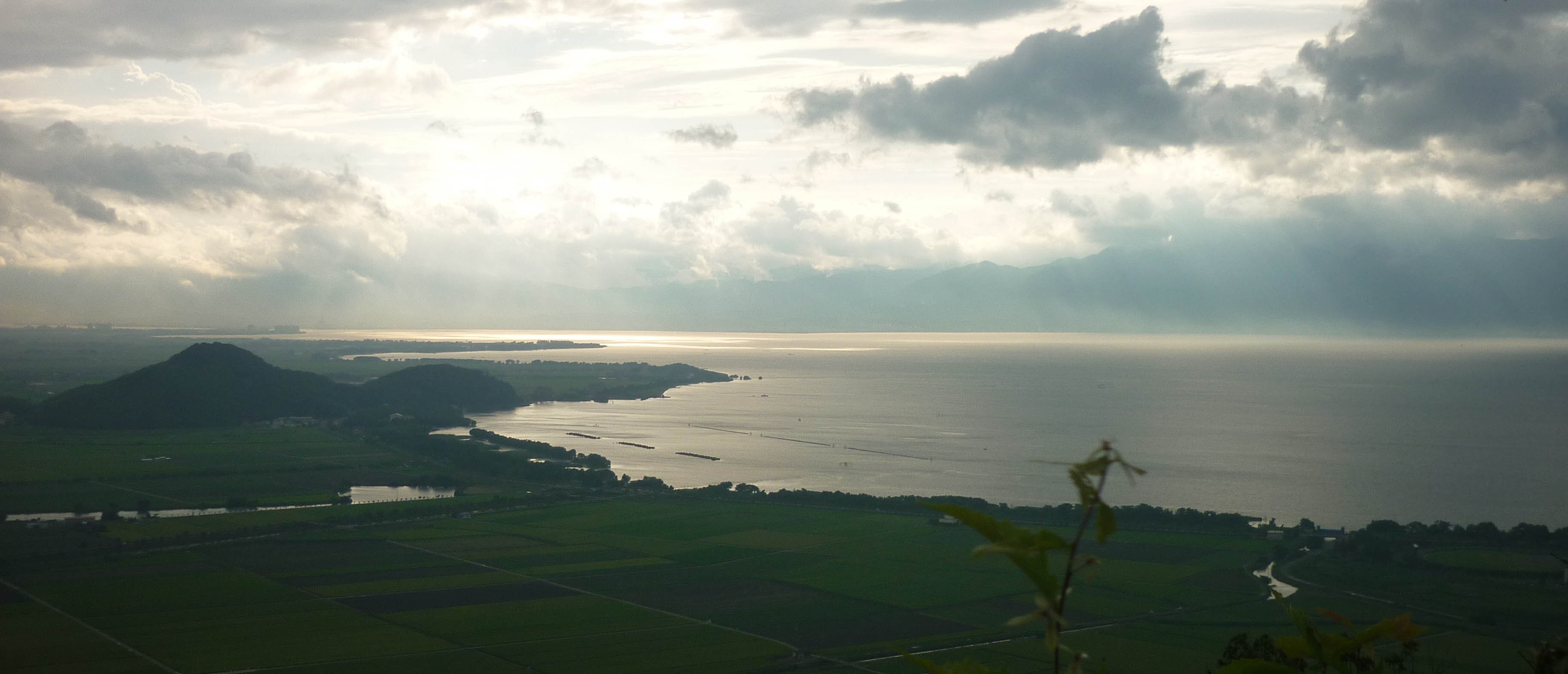
八幡山城西の丸から琵琶湖方向の眺望

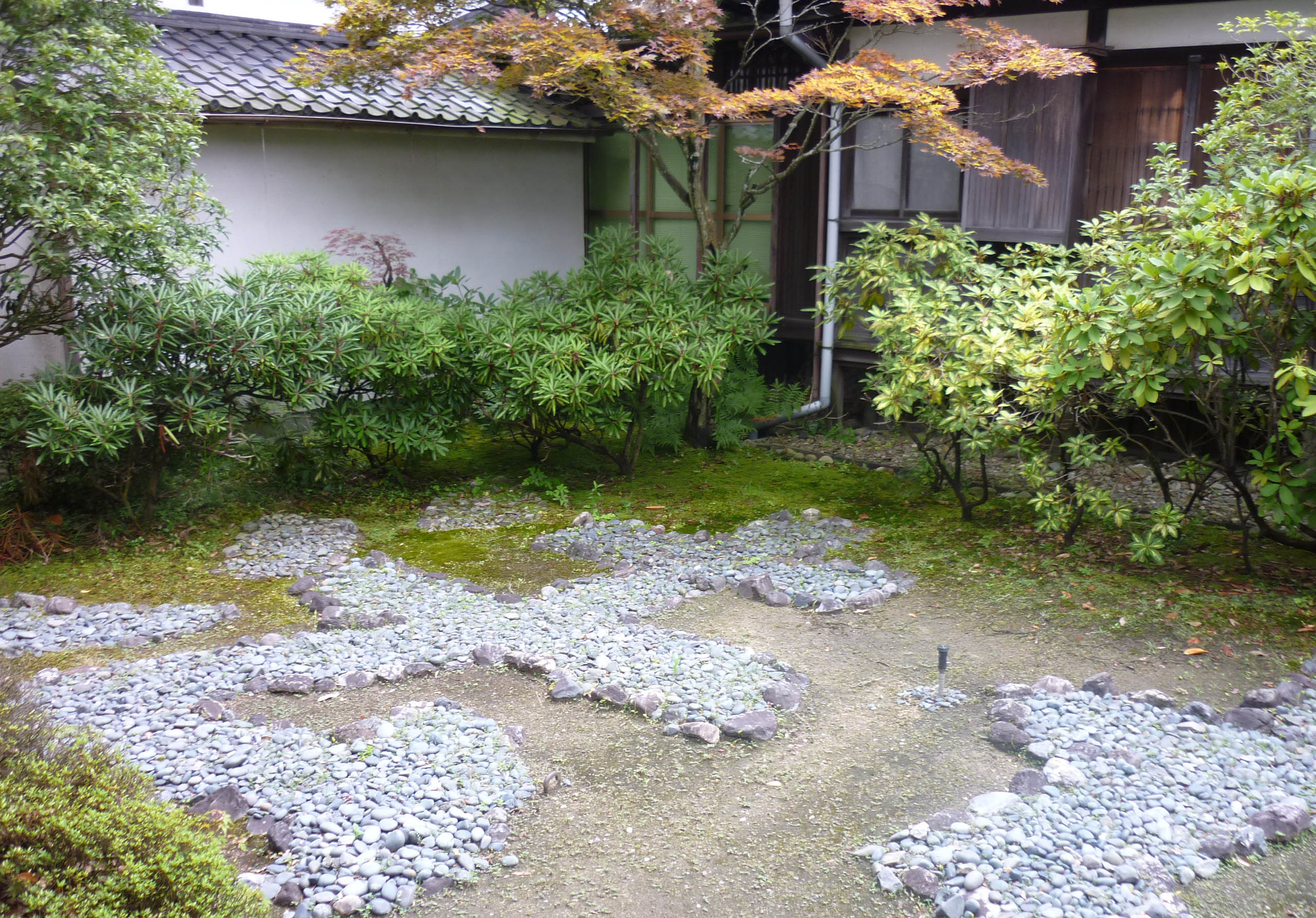
中庭

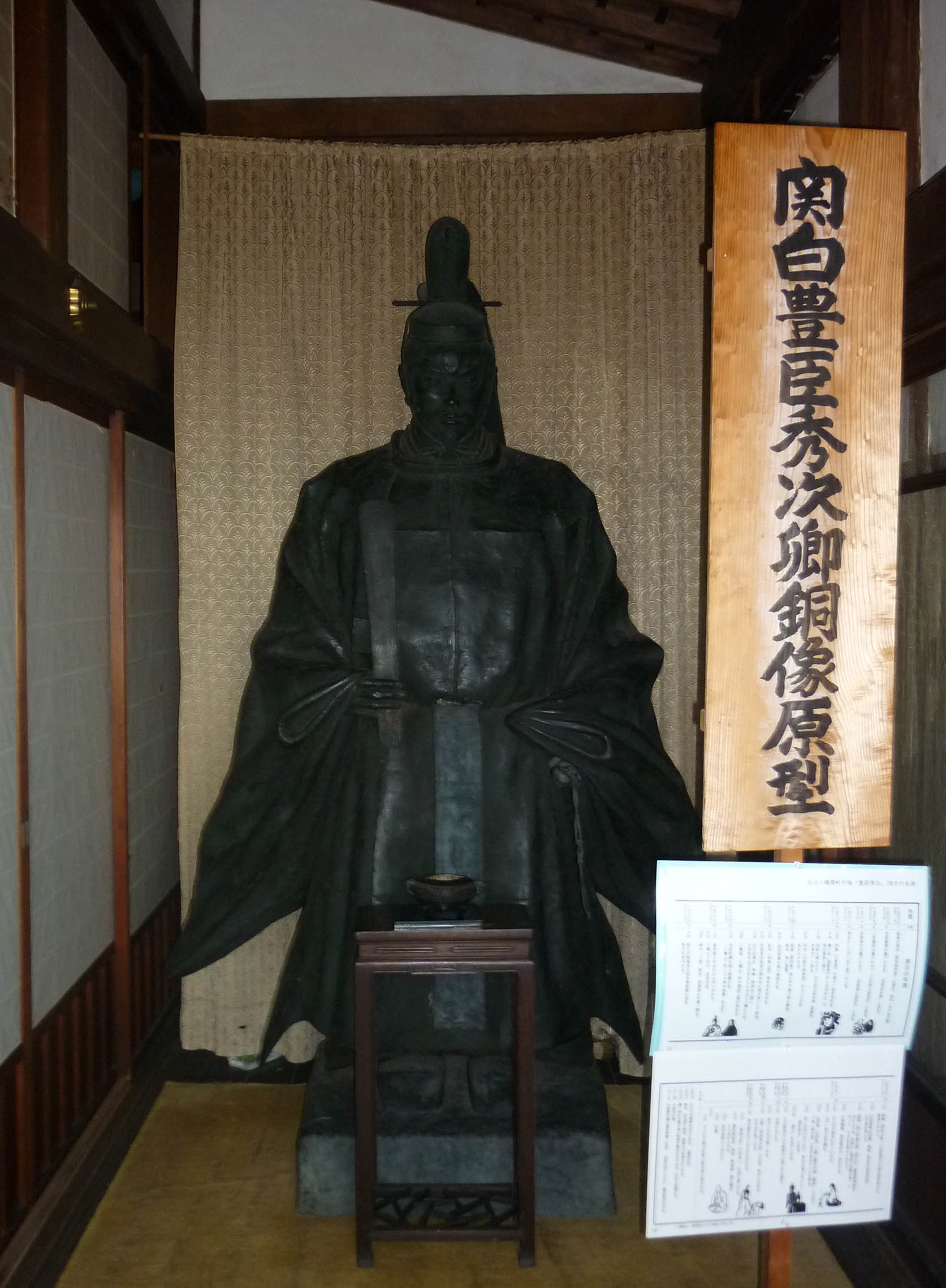
豊臣秀次銅像

瑞龍寺（ずいりゅうじ）は、滋賀県近江八幡市宮内町にある日蓮宗の本山（由緒寺院）。

## 概要
山号はなく御所号「村雲御所」を冠する。本尊は三宝尊。日蓮宗唯一の門跡寺院・本山（由緒寺院）。大本山大光山本圀寺を祖とする六条門流の主要寺院の一つで、八幡山山頂・八幡山城本丸跡にある豊臣秀次の菩提寺でもある。

## 歴史
智（とも）は実子のいない弟・豊臣秀吉に、長男の秀次を養子として出していた。しかし文禄4年（1595年）、秀次は秀吉と対立し蟄居先の高野山で自害してしまった。その後、秀次の妻子は三条河原で処刑され、智の夫であり秀次の実父である三好吉房も流刑となった。
唯一残された智は処刑された子や孫の菩提を弔うために出家し、以前から帰依していた日蓮宗による寺院を建てようとしたところ、文禄5年（1596年）、話を聞いた後陽成天皇より嵯峨の村雲（現・二尊院の北側）の寺地と「瑞龍寺」の寺号・寺領1000石・菊紋・紫衣を賜って創建された。これにより瑞龍寺は日蓮宗寺院で唯一の門跡寺院及び勅願所となり別名を村雲御所と称して、以後、代々皇女や公家の娘を貫首として迎えた。
江戸時代には嵯峨から西陣の堀川今出川付近の地（現：上京区村雲町。西陣織会館と西陣産業会館がある付近。）に移転する。その後、天明8年（1788年）の天明の大火により全焼するが、中興の祖・9世・日尊尼が文政7年（1824年）から28年の歳月を掛けて再建を果たした。
1961年（昭和36年）、11世・日浄尼の代に京都堀川今出川から秀次ゆかりの八幡山城の跡地に寺地を移したが、日浄尼はその完成を見ず遷化。その後、1968年（昭和43年）に晋山したのが小笠原氏出身の12世・日英尼である。家庭の不幸から出家に追い込まれた日英尼は、以後の生涯を瑞龍寺の再建に捧げた。その後を嗣いだのが、宝塚歌劇団卒業生であった桜緋紗子こと13世・日凰尼である。日凰尼は2002年（平成14年）3月20日に89歳で遷化するまで瑞龍寺の再建に寄与した。14世日澄尼・15世日英・現門跡16世詫間日宝尼（京都府南丹市長久寺より晋山。莚師法縁）は執事長職からの就任である。

## 境内
- 本堂
- 庫裏
- 観音堂
- 瑞光殿
- 金生稲荷神社
- 山門

## 文化財

### 滋賀県指定有形文化財
- 絹本著色釈迦三尊十六羅漢像

### 近江八幡市指定有形文化財
- 木造聖観音立像

## 年中行事
- 7月15日 - 豊臣秀次公御命日忌[1]

## 歴代門跡
12世までの歴代門跡は、開山である日秀尼か開基である後陽成天皇かのいづれかの血脈である者が多い。
| 歴代 | 法号               | 命日（享年）                       | 出自                                                     |
| ---- | ------------------ | ---------------------------------- | -------------------------------------------------------- |
| 開山 | 瑞龍寺殿妙慧日秀尼 | 寛永2年（1625年）4月24日（92歳）   | 関白 豊臣秀吉の姉 関白 豊臣秀次・豊臣秀勝・豊臣秀保の母  |
| 2世  | 瑞円院殿日怡尼     | 寛文4年（1664年）2月3日（40歳）    | 関白 九条幸家の三女・実母は豊臣完子                      |
| 3世  | 瑞照院殿日通尼     | 寛文12年（1672年）7月17日（20歳）  | 摂政 二条康道の女・豊臣完子の孫                          |
| 4世  | 瑞法院殿日寿尼     | 元禄4年（1691年）4月29日（45歳）   | 左大臣 鷹司教平の女                                      |
| 5世  | 瑞現院殿日顕尼     | 元禄3年（1690年）7月2日            | 関白 鷹司房輔の女                                        |
| 6世  | 瑞應院殿日慈尼     | 正徳6年（1716年）4月6日（18歳）    |                                                          |
| 7世  | 瑞妙院殿日護尼     | 延享3年（1746年）2月24日（30歳）   | 関白 二条吉忠の女                                        |
| 8世  | 瑞孝院宮日照尼     | 安永7年（1778年）7月21日（26歳）   | 有栖川宮音仁親王の王女・茂美宮                           |
| 9世  | 瑞政院宮日尊尼     | 明治元年（1868年）11月12日（62歳） | 伏見宮貞敬親王の第三王女・為宮                           |
| 10世 | 瑞法光院宮日栄尼   | 大正9年（1920年）3月22日（66歳）   | 伏見宮邦家親王の第十王女・万佐宮 権大納言 九条幸経の養女 |
| 11世 | 瑞珠院殿日浄尼     | 昭和37年（1962年）9月20日（69歳）  | 子爵 仙石政敬の長女 公爵 九条道実の養女                  |
| 12世 | 瑞興院殿日英尼     | 昭和63年（1988年）2月3日（75歳）   | 伯爵 小笠原長幹の五女                                    |
| 13世 | 瑞華院殿日凰尼     | 平成14年（2002年）3月20日（89歳）  | 伯爵 小笠原長幹の養女                                    |
| 14世 | 瑞妙院殿日澄尼     | 平成23年（2011年）3月9日（94歳）   | 啓運山最妙寺（大阪府枚方市）6世                          |
| 15世 | 瑞仙院殿日英上人   | 平成31年（2019年）4月17日（81歳）  | 啓運山最妙寺（大阪府枚方市）7世                          |
| 16世 | 瑞心院日宝尼       |                                    | 光莚山長久寺（京都府南丹市）歴世                         |

## 旧末寺
日蓮宗は1941年（昭和16年）に本末を解体したため、現在では旧本山・旧末寺と呼びならわしている。
- 嵯峨村雲別院（京都市右京区嵯峨二尊院門前往生院町） - 別院
- 村雲山瑞法光寺（茨城県取手市稲）
- 仏来山妙法寺（千葉県旭市米込）
- 瑞光山久遠寺（愛知県名古屋市中村区名駅）

## 拝観
- 拝観料 500円（特別展示時は特別拝観料600円）
- 拝観時間 9時 - 16時

## 前後の札所
びわ湖百八霊場
72 長命寺　-　73 瑞龍寺　-　74 願成就寺　

## 交通アクセス
- 電車でのアクセス 
  - JR東海道本線（琵琶湖線）および近江鉄道八日市線（万葉あかね線）近江八幡駅から近江鉄道バス（長命寺行き）で八幡堀（大杉町）八幡山ロープウェー口停留所下車、徒歩5分→八幡山ロープウェー
- 車でのアクセス 
  - 名神高速道路竜王IC→国道477号→滋賀県道2号大津能登川長浜線→八幡山ロープウェー

※八幡公園に無料駐車場あり。

## 脚註
1. ↑  秀次の首塚と日秀尼の墓は京都の善正寺にある。秀次の幼児妻妾たち39人及び賜死した家臣10人の墓と秀次の五輪塔が京都の瑞泉寺にある。また、秀次が切腹した高野山には秀次の墓所がある。
2. ↑  日秀の血脈：2世日怡・3世日通（後陽成天皇の血脈も受け継いでいる）　後陽成天皇の血脈：4世日寿・5世日顕・7世日護・8世日照・9世日尊・10世日栄・11世日浄